# John A. Treutlen
John Adam Treutlen, nato Hans Adam Treuettlen (Kürnbach, 16 gennaio 1734 – Orangeburg, 1º marzo 1782), è stato un politico statunitense di origine tedesca.
Arrivò nelle Tredici Colonie come servitore a contratto e divenne un ricco mercante e proprietario terriero. Fu uno dei politici maggiormente prominenti della Georgia durante la rivoluzione americana, venendone eletto terzo governatore repubblicano nel 1777.
Per la sua importanza nella storia politica georgiana gli è stata dedicata la contea di Treutlen.

## Biografia

### Origini
Hans Adam Treuettlen nacque nel 1734 dal bottaio Hans Michel Treuettlen e dalla sua seconda moglie Magdalena Clara Job a Kürnbach, oggi in Germania, allora condominio del Landgraviato d'Assia-Darmstadt e del Ducato di Württemberg. La casa dei Treutlen si trovava nella parte della città governata dal Württemberg.
I suoi genitori si sposarono nel 1731, dopo la nascita dei loro primi due figli al di fuori dal matrimonio. Era il secondo matrimonio di Hans Michel; in precedenza era stato sposato con Maria Regina (morta nel 1727), da cui aveva avuto sette figli. 
La famiglia Treutlen era protestante, mentre Clara Job invece era cattolica; quest'incertezza religiosa, unita alla "condotta scandalosa" della coppia, ne fece oggetto di stigma sociale e persecuzione sia da parte dei luterani che dei cattolici. Questa difficile situazione indusse Hans Michel a voler emigrare nelle Americhe, come già era comune facessero i perseguitati religiosi. Portò con sé la moglie e quattro dei figli: Friedrich, nato dal primo matrimonio, poi Hans Philipp, Hans Adam e Jonathan.

### Emigrazione
Tra il 1743 e il 1744 i Treutlen si recarono a Gosport, sulla costa meridionale della Gran Bretagna, poiché dalla Germania era difficile trovare una nave che andasse nel Nuovo Mondo. Proprio nel porto inglese il piccolo Hans (da allora in poi John) imparò a parlare fluentemente l'inglese, che divenne la sua prima lingua. L'improvvisa morte di Hans Michel lasciò la famiglia senza mezzi di sostentamento, finché nel novembre 1745 Clara e tre dei bambini, asserviti a contratto, lasciarono Gosport per la Georgia con un gruppo di salisburghesi luterani che erano stati espulsi dalla loro patria dominata dai cattolici. Uno dei fratelli decise di rimanere a Gosport, dove in seguito morì annegato.
Al loro arrivo Clara e i tre figli diventarono servi di Michael Burckhalter, un residente di Vernonburg. Il pastore Johann Martin Boltzius, un altro dei salisburghesi con cui il piccolo John Treutlen aveva compiuto il viaggio, ne aveva notato il potenziale, e aveva tentato di farlo trasferire con sé nella cittadina di Ebenezer per iscriverlo alla scuola locale; tuttavia fu per lui difficile ottenere il permesso per la frequenza di Treutlen per via del passato difficile di Clara, fatto di mariti abbandonati, bambini nati fuori dal matrimonio e cattolicesimo.
I "genitori malvagi e mondani" di Treutlen furono probabilmente anche la ragione per cui le sue vere origini rimasero nascoste per secoli. Fino al Novecento si è creduto che fosse nato a Berchtesgaden, in Austria; secondo questa storia i Treutlen, diretti in America, furono attaccati da dei pirati spagnoli e il padre venne catturato, morendo poi più tardi in prigione. Questa versione venne creata all'inizio del XIX secolo per "ripulire" le origini del governatore, a causa della morale puritana ampiamente diffusa negli Stati Uniti. Tuttavia la recente scoperta di documenti originali in Germania riguardo Treutlen e la sua famiglia ha confutato questa storia, facendo luce sulle sue vere origini.

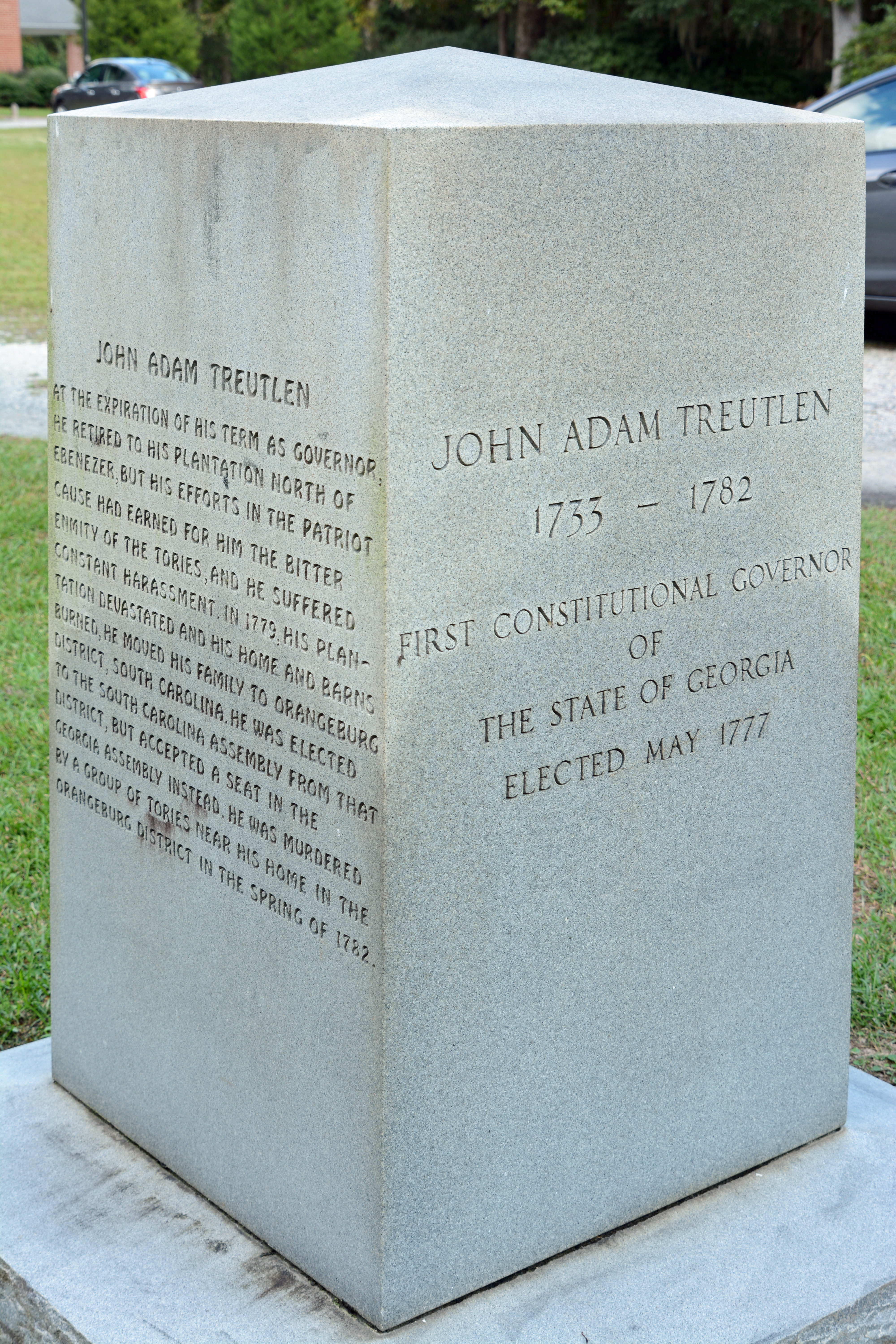
Monumento a John Treutlen ad Ebenezer (Georgia).

### Attività e carriera politica
Nonostante il passato travagliato dei genitori Treutlen riuscì a frequentare la scuola di Ebenezer, divenendo poliglotta: parlava infatti correntemente latino, francese, tedesco e inglese.
Nel 1756 sposò Marguerite Dupuis, un'orfana anch'ella educata ad Ebenezer. Dapprima maestro alla scuola locale, nel 1759, a causa dei crescenti contrasti col suo vecchio maestro Boltzius abbandonò il lavoro e iniziò ad acquisire terreni, stabilendo infine una grande piantagione con schiavi e un'attività commerciale di successo. Cominciò a partecipare alla vita pubblica, venendo nominato giudice di pace nel 1768, servendo poi come commissario e geometra delle strade e venendo eletto all'Assemblea dei Comuni della Georgia.
Treutlen divenne col tempo anche una delle guide spirituali della sua città, seguendo gli insegnamenti del teologo Johann Joachim Spalding nel tentativo di unificare la miriade di sfumature dottrinali dei vari gruppi religiosi della colonia, ed era per questo assai popolare e rispettato.
Nel luglio 1775 Treutlen rappresentò Ebenezer al Congresso Provinciale, associandosi a Button Gwinnett e altri indipendentisti radicali. Nel febbraio 1777 redasse insieme a Gwinnett, adesso governatore, la prima costituzione della Georgia, e ciò lo fece diventare immensamente popolare tra i georgiani.
L'8 maggio successivo, a seguito del malgoverno di Gwinnett, Treutlen fu eletto con ampio margine governatore della Georgia, data la sua fama di unificatore e risolutore di conflitti. Era il primo governatore statale eletto in accordo alla nuova costituzione.

### Governatorato
Nonostante le sue capacità, il mandato di Treutlen fu costantemente travagliato dal conflitto politico interno tra le fazioni dei radicali e dei conservatori. Quest'ultimi si opponevano infatti alle disposizioni democratiche della nuova costituzione, che consentiva anche a membri delle classi inferiori (come lo stesso Treutlen) di essere eletti a posizioni di potere nel governo. Inoltre come governatore fece fallire il progretto fortemente voluto dai conservatori dell'unione tra Georgia e South Carolina, che avrebbe fatto perdere l'indipendenza al neonato Stato.
Sul piano militare, durante il mandato di Treutlen vennero respinti numerosi piccoli attacchi esterni verso la Georgia da parte degli inglesi e degli indiani. I radicali tuttavia tentarono di rimuovere comunque dalla sua posizione nell'esercito continentale il comandante della milizia georgiana e capo dei conservatori, il generale Lachlan McIntosh, il quale aveva, poco tempo prima, ucciso in duello l'ex-governatore Gwinnett, capo dei radicali. Tuttavia l'intervento degli altri generali, tra i quali George Washington, permise a McIntosh di mantenere il proprio ruolo (anche se dovette fuggire dalla Georgia).
Col tempo i radicali ebbero la peggio, e ciò, unito ai ripetuti saccheggi della sua Ebenezer da parte sia inglese che americana e alla morte della moglie, resero il governo di Treutlen sempre più debole e incerto.

### Declino

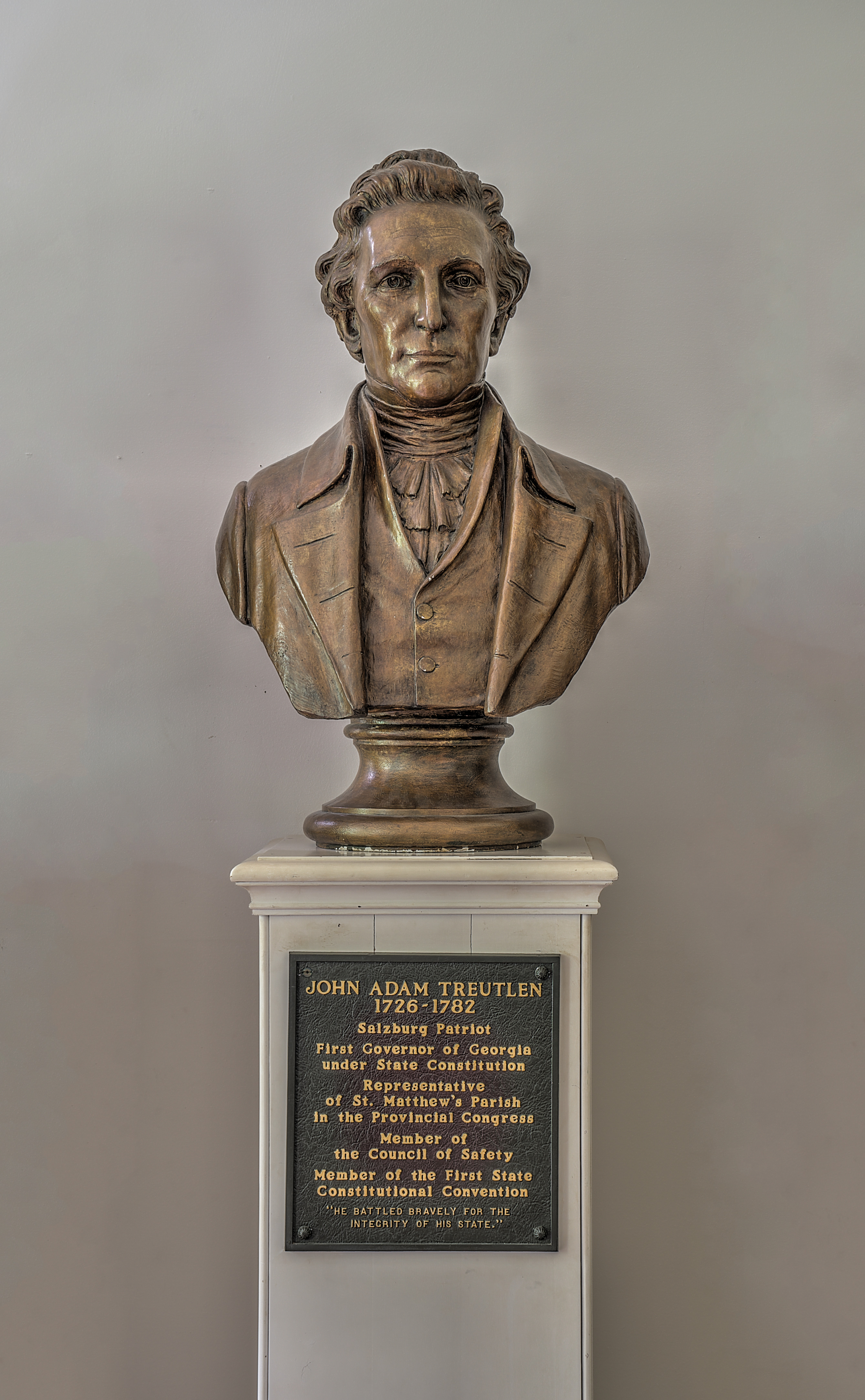
Busto di John Treutlen a Washington (Georgia).

Treutlen decise di tornare ad assistere la sua comunità e non si ripresentò per un altro mandato, così John Houstoun fu eletto nuovo governatore nel gennaio 1778. L'anno successivo, quando gli inglesi riconquistarono temporaneamente Savannah e buona parte della Georgia Treutlen, in quanto ex-esponente del governo rivoluzionario e quindi ricercato dai lealisti, dovette fuggire assieme alla famiglia per qualche tempo.
Nel 1781 rientrò in politica, eletto rappresentante di Ebenezer all'Assemblea della Georgia. Il clima politico era però profondamente mutato: adesso i conservatori erano saldamente al potere, e Treutlen era uno dei pochi radicali che erano riusciti ad essere eletti. I vecchi rancori di qualche anno prima covavano ancora sotto la cenere, e la Georgia piombò in un clima di odio e terrore politico che, di lì a poco, gli sarebbe costato la vita.

### Assassinio
La notte del 1º marzo 1782 cinque uomini a cavallo si presentarono a Orangeburg, davanti alla nuova casa dei Treutlen, chiedendo che il capofamiglia uscisse per affrontarli, ma lui si rifiutò. Gli uomini allora appiccarono il fuoco alla casa, costringendo Treutlen, sua moglie e i suoi figli ad uscirne; i sicari allora lo uccisero a sangue freddo davanti alla sua famiglia, che tuttavia non venne presa di mira.
Non è mai stato scoperto il movente dell'omicidio, né chi fossero gli esecutori e i mandanti. Alcuni sostengono che Treutlen fu ucciso dai suoi vecchi rivali conservatori, mentre altri ipotizzano potesse trattarsi di una vendetta dei sostenitori della fallita unione tra Georgia e South Carolina; nessuna teoria ha mai trovato conferme, né smentite.

## Vita privata
Sposato con Marguerite Dupuis, da lei ebbe otto figli. Dopo la morte della moglie nel luglio 1777, durante il suo mandato da governatore, si sposò altre due volte (ma i nomi delle successive mogli non sono noti).
A Savannah divenne massone, unendosi alla prima loggia stabilita in Georgia, la Solomon's Lodge n. 1.